# داش احمد
داش احمد فیلمی به کارگردانی منوچهر صادق پور و نویسندگی منوچهر کی مرام محصول سال ۱۳۴۶ است.

## خلاصه داستان
«داش احمد» که رانندهٔ تاکسی است با دختر جوانی برخورد می‌کند و به زودی شیفته‌اش می‌شود اما پدر متمول دختر مانع ادامهٔ روابط آنهاست...

## بازیگران
- فریده نصیری
- منوچهر صادق پور
- هوشنگ بهشتی
- ابراهیم فخار
- گیسو
- محمدعلی بندانی
- رضا بانکی